# Muara Danau (Tanjung Tebat)
Muara Danau is een bestuurslaag in het regentschap Lahat van de provincie Zuid-Sumatra, Indonesië. Muara Danau telt 430 inwoners (volkstelling 2010).